# Municipalità regionale della contea di La Haute-Gaspésie
La municipalità regionale di contea di La Haute-Gaspésie è una municipalità regionale di contea del Canada, localizzata nella provincia del Québec, nella regione di Gaspésie-Îles-de-la-Madeleine.
Il suo capoluogo è Sainte-Anne-des-Monts.

## Suddivisioni
City e Town
- Cap-Chat
- Sainte-Anne-des-Monts

Municipalità
- La Martre
- Rivière-à-Claude
- Sainte-Madeleine-de-la-Rivière-Madeleine
- Saint-Maxime-du-Mont-Louis

Villaggi
- Marsoui
- Mont-Saint-Pierre

Territori non organizzati
- Coulée-des-Adolphe
- Mont-Albert